# If I Had Known I Was a Genius
If I Had Known I Was a Genius ist eine US-amerikanische Filmkomödie aus dem Jahr 2007. Regie führte Dominique Wirtschafter, das Drehbuch schrieb Markus Redmond.

## Handlung
Der Afroamerikaner Michael gilt als ein Genie. Seine Familie hilft ihm nicht, die intellektuellen Horizonte zu erweitern. Seine Mutter glaubt es zuerst nicht, als sie von seinen Lehrern hört, dass Michael ein Talent sei. Michaels Schwester Teresa konzentriert sich auf das Großziehen ihres unehelichen Kindes. Michael geht auf eine private Schule, wo er Stephanie kennenlernt. Die Lehrerin Gloria bestätigt, dass er ein Talent hat.

## Hintergrund
Der Film wurde in Los Angeles gedreht. Seine Produktionskosten betrugen schätzungsweise vier Millionen US-Dollar. Der Film hatte seine Weltpremiere am 23. Januar 2007 auf dem Sundance Film Festival.

## Kritiken
Justin Chang spottete im Branchenblatt Variety vom 25. Januar 2007, wenn Markus Redmond ein Genie wäre, hätte er das Drehbuch dieser „wenig amüsanten“ und „völlig unnötigen“ Komödie nicht geschrieben. Während die Besetzung etwas Interesse wecken könnte, die Regie sei „lahm“. Die Darstellung von Markus Redmond sei „flach“; für Komik sorge einzig Whoopi Goldberg. Die Innenräume würden wirken, als ob sie einer Sitcom entstammen würden.